# Auto de fe de la Inquisición (Goya)
Auto de fe de la Inquisición (también llamado Tribunal de la Inquisición) es un óleo sobre tabla de pequeño formato que pintó Francisco de Goya entre 1812 y 1819 y que representa un Auto de fe, o acusación por delitos contra la religión católica, del tribunal de la Inquisición española que se celebra en el interior de una iglesia. Varios reos encorozados y en actitud sumisa son sometidos a un proceso ante la presencia de numeroso público. La obra perteneció a Manuel García de la Prada y actualmente se encuentra en la Real Academia de Bellas Artes de San Fernando de Madrid.

## Análisis del cuadro
El cuadro pertenece a una serie en la que figuran Corrida de toros, Casa de locos y Procesión de disciplinantes. Se trata de un conjunto que representa algunos de los aspectos más terribles de la realidad española de comienzos del siglo XIX. Todos ellos reflejan motivos de costumbres que la ilustración y las ideas liberales (a las que por esta época se adscribía Goya) pretendían reformar, aunque encontraban la oposición de la política absolutista de Fernando VII.
Uno de los rasgos que definen esta serie es la presencia de la crueldad, pues los imputados pueden acabar condenados a muerte en la hoguera, como podrían indicar, simbólicamente, las llamas pintadas en sus corozas.
Todos los personajes del primer término aparecen individualizados, bien caracterizados en el desempeño de su papel, mientras que el fondo lo ocupa una masa anónima encuadrada por una arquitectura gótica y una atmósfera claustrofóbica.
En cuanto a la composición, Goya divide la tabla en dos zonas de luz contrastadas. Por un lado el de los procesados y los inquisidores, que se sitúan en primer término. En penumbra, al fondo, la muchedumbre que asiste al auto de fe está desdibujada, lo que la presenta como un todo informe.
Emilio La Parra y María Ángeles Casado describen así el cuadro:

Goya presenta la escena de un autillo. Los condenados a muerte, así identificados por la corona con llamas hacia arriba que portan, escuchan la sentencia, leída por un fraile desde una tribuna o púlpito. La arquitectura de la sala evoca un edificio de siglos anteriores, tal vez la sede de un tribunal inquisitorial. El amplio espacio está ocupado por religiosos de distintas órdenes (se adivinan, sobre todo, los hábitos de franciscanos y dominicos y por un numeroso grupo de personas de las que no se sabe su sexo y condición social, salvo un grupo de mujeres ataviadas con mantilla situadas en un palco. En el centro, un inquisidor vestido de negro, adornado con una cruz, señala a los condenados sin mirarlos, dando a entender su profundo desprecio hacia ellos.